# Sonny Guadarrama
Sonny Alejandro Guadarrama Bermúdez (ur. 27 marca 1987 w Austin) – amerykański piłkarz pochodzenia meksykańskiego występujący na pozycji ofensywnego lub środkowego pomocnika.

## Kariera klubowa
Guadarrama, syn meksykańskich imigrantów, pochodzi z miasta Austin w stanie Teksas. Wychowywał się w miejscowości Cedar Park na przedmieściach Austin i treningi piłkarskie rozpoczynał razem ze swoim starszym bratem Willym (również profesjonalnym piłkarzem) w lokalnej szkółce juniorskiej Austin United Capital. Uczęszczał do prywatnej uczelni Campbell University w Buies Creek, gdzie studiował zarządzanie sportem i z sukcesami występował w uniwersyteckiej drużynie Campbell Fighting Camels. W międzyczasie przez trzy sezony był zawodnikiem ekipy Austin Lightning z czwartego szczebla rozgrywek – USL Premier Development League, był także powoływany do juniorskich kadr USA. W lipcu 2006 podpisał umowę z meksykańskim klubem Santos Laguna z miasta Torreón, gdzie za kadencji szkoleniowca Daniela Guzmána zadebiutował w meksykańskiej Primera División, 5 listopada 2006 w zremisowanym 1:1 spotkaniu z Pachucą. Ogółem barwy Santosu Laguna reprezentował przez półtora roku, wyłącznie jednak jako głęboki rezerwowy.
Wiosną 2008 Guadarrama przeniósł się do ekipy Monarcas Morelia, gdzie zanotował tylko trzy ligowe występy, po czym został przesunięty do drugoligowej filii klubu – Mérida FC. Tam spędził dwa lata jako kluczowy zawodnik formacji ofensywnej, w wiosennym sezonie Clausura 2009 triumfując w rozgrywkach Primera División A. W lipcu 2010 powrócił do najwyższej klasy rozgrywkowej, zostając graczem drużyny Atlante FC z siedzibą w Cancún. Nie potrafił sobie jednak wywalczyć miejsca w pierwszym składzie i sporadycznie pojawiał się na ligowych boiskach, walcząc głównie o utrzymanie w lidze. Premierowego gola na najwyższym szczeblu strzelił 5 listopada 2011 w przegranej 2:3 konfrontacji z Monterrey, lecz występował głównie w drugoligowych rezerwach Atlante – Atlante UTN i Mérida FC. W późniejszym czasie na zasadzie rocznego wypożyczenia zasilił drugoligowy zespół Club Necaxa z miasta Aguascalientes, gdzie jako podstawowy pomocnik dotarł do finału rozgrywek Ascenso MX w jesiennym sezonie Apertura 2012.
Po powrocie do Atlante, które pod jego nieobecność spadło do drugiej ligi, Guadarrama zaczął notować regularne występy, lecz po kilku miesiącach stracił miejsce w składzie. W  sezonie Apertura 2015 jako rezerwowy dotarł z Atlante do finału drugiej ligi, a bezpośrednio po tym odszedł do grającego w pierwszej lidze Dorados de Sinaloa z siedzibą w Culiacán.
| Sezon     | Klub               | Kraj              | Rozgrywki                  | Mecze | Bramki |
| --------- | ------------------ | ----------------- | -------------------------- | ----- | ------ |
| 2004      | Austin Lightning   | Stany Zjednoczone | Premier Development League | 6     | 3      |
| 2005      | Austin Lightning   | Stany Zjednoczone | Premier Development League | 13    | 10     |
| 2006      | Austin Lightning   | Stany Zjednoczone | Premier Development League | 6     | 4      |
| 2006/2007 | Santos Laguna      | Meksyk            | Liga MX                    | 5     | 0      |
| 2007/2008 | Santos Laguna      | Meksyk            | Liga MX                    | 4     | 0      |
| 2007/2008 | Monarcas Morelia   | Meksyk            | Liga MX                    | 3     | 0      |
| 2008/2009 | Mérida FC          | Meksyk            | Ascenso MX                 | 20    | 1      |
| 2009/2010 | Mérida FC          | Meksyk            | Ascenso MX                 | 16    | 2      |
| 2010/2011 | Atlante FC         | Meksyk            | Liga MX                    | 13    | 0      |
| 2011/2012 | Atlante FC         | Meksyk            | Liga MX                    | 5     | 1      |
| 2012/2013 | Atlante FC         | Meksyk            | Liga MX                    | 5     | 0      |
| 2012/2013 | Mérida FC          | Meksyk            | Ascenso MX                 | 14    | 5      |
| 2013/2014 | Club Necaxa        | Meksyk            | Ascenso MX                 | 37    | 4      |
| 2014/2015 | Atlante FC         | Meksyk            | Ascenso MX                 | 20    | 1      |
| 2015/2016 | Atlante FC         | Meksyk            | Ascenso MX                 | 3     | 0      |
| 2015/2016 | Dorados de Sinaloa | Meksyk            | Liga MX                    |       |        |